# Tall Abur
Tall Abur – wieś w Syrii, w muhafazie Aleppo. W 2004 roku liczyła 584 mieszkańców.